# 宫部行范
宫部行范（日语：／ Miyabe Yukinori，1968年7月18日—2017年3月7日），日本男子速度滑冰运动员。他曾代表日本参加1992年和1994年冬季奥林匹克运动会速度滑冰比赛，其中1992年冬季奥运会获得一枚铜牌。